# Auntie and the Cowboys
Auntie and the Cowboys est un film muet américain réalisé par Allan Dwan et sorti en 1911.

## Synopsis
un jeune cow-boy adore les chevaux rapides.

## Fiche technique
- Réalisation : Allan Dwan
- Date de sortie : États-Unis : 26 août 1911
- Genre : Western

## Distribution
- J. Warren Kerrigan : Bud Norris
- Pauline Bush : Daisy Miller
- Louise Lester : Auntie